# Чіндяскін Євген Валерійович
Євге́н Вале́рійович Чіндя́скін (10 серпня 1990 — 7 лютого 2015) — сержант Збройних сил України.

## Життєпис
Старший розвідник-далекомірник, 17-а окрема танкова бригада.
7 лютого 2015-го загинув під час мінометного обстрілу взводного опорного пункту під Станицею Луганською. Тоді ж загинули прапорщик Денис Голубєв та сержант Вадим Рубцов.
Похований в місті Дніпро, Лівобережне кладовище.

## Нагороди
За особисту мужність і героїзм, виявлені у захисті державного суверенітету та територіальної цілісності України, вірність військовій присязі під час російсько-української війни, відзначений — нагороджений
- орденом «За мужність» III ступеня (посмертно)